# Saga de Hænsna-Þóris
La Saga de Hænsna-Þóris (o Saga de Thórir el pollero) es una de las sagas de los islandeses. Escrita hacia finales del siglo XIII, cuenta la historia de Hænsna-Þórir (Thorir el pollero), y los acontecimientos en su región entre 930 y 999.

## Trama y contexto histórico
Hænsna-Þórir es un granjero adinerado pero poco querido, quien niega heno a sus vecinos durante el invierno. Cuando estos lo toman sin su autorización, los quema vivos en su alquería. Sigue una vendetta, durante la cual matan y decapitan a Hænsa-Þorir. 
La saga resalta los aspectos culturales más característicos de la Mancomunidad Islandesa, pues fue escrita como respuesta a un cambio importante de las leyes locales, impulsadas por el rey Magnus VI de Noruega. Según la nueva ley, un bóndi estaba obligado a vender heno a sus vecinos si estos se encontraban necesitados en extremo. Si se negaba podía ser multado y, si se resistía, sus vecinos podían atacar y asaltar impunemente la hacienda. Esta novedad en la jurisprudencia islandesa parece ser que fue muy impopular. Según esta teoría, la saga se escribió para favorecer la nueva ley.
Resalta el conflicto histórico entre partidarios de los caudillos Þórðr Óleifsson y Tongu-Odd, un intrincado proceso jurídico que supuestamente causó un importante cambio en la estructura del Althing.

## Traducciones
- Hen-Thorir's saga. Translated by Peter A.Jorgensen. En: Viðar Hreinsson (ed.): The Complete Sagas of Icelanders. Including 49 Tales. Vol. 5. Reykjavík: Leifur Eiríksson Publishing, 1997. Págs. 239-259. ISBN 9979-9293-5-9.
- La Saga de Þórir, la Saga de Ǫlkofri y el Cuento de Brandr. Trad. Santiago Barreiro. Tres relatos medievales nórdicos. Consejo Nacional de Investigaciones Científicas y Técnicas. Instituto Multidisciplinario de Historia y Ciencias Humanas. Buenos Aires: Imhicihu-Cocinet (ed.), 2018.  ISBN 978-987-46360-6-5